# Ragland, Alabama
Ragland là một thị trấn thuộc quận St. Clair, tiểu bang Alabama, Hoa Kỳ. Dân số năm 2009 là 2184 người, mật độ đạt 50 người/km².